# Parafimoză
Parafimoza (din greaca para = dincolo de, lângă; + phimosis = strâmtare, îngustare, de la phimoun = a strânge cu putere.),  numită și strangularea peniană sau strangularea penisului, este o strangulare a bazei glandului penisului de un inel prepuțial prea strâmt după decalotare. Inelul prepuțial, inflamat, infiltrat și rigid, se fixează în șanțul balanoprepuțial, strangulând, mai mult sau mai puțin, glandul penian care devine edemațiat, tumefiat, cianotic și dureros datorită congestiei venoasă și care împiedică recalotarea.  Dacă strangularea persistă se produce ocluzia arteriala cu posibilitatea dezvoltării unei necroze a prepuțului sau glandului.
Parafimoza se produce datorită unei inflamații cronice, care duce la stenozarea fantei prepuțiale (fimoza) și la formarea unui inel tegumentar îngust, atunci când prepuțul este retractat înapoia glandului. Parafimoza poate apărea după o decalotare forțată, după o erecție sau masturbare la un pacient cu fimoză sau datorită automutilării. Strangularea peniană accidentală mai poate apărea la copii sau la pacienții în vârstă la care se aplică dispozitive pentru incontinență urinară. De asemenea, apare la pacienții cu o sondă urinară (la paraplegici, vârstnici).
Parafimoza este o urgență medicală și poate fi tratată în primele ore prin comprimarea manuală fermă a glandului timp de 5 minute pentru a reduce edemul glandului, după care prepuțul poate fi readus în poziție normala. Dacă nu se reușește se practică anestezie locală sau regională și se incizează inelul fimotic constrictor pe porțiunea dorsală a penisului urmată de reducerea glandului. În cazurile în care nu se intervine rapid poate apărea o gangrenă peniană. În cazurile foarte grave amputația peniană reprezintă singura alternativă terapeutică.

## Video
- Parafimoză. docteur.fr.
- Reducerea parafimozei la un băiat. YouTube., Vunda, Aaron, et al. Videos in clinical medicine. Reduction of paraphimosis in boys. The New England journal of medicine 368.13 (2013): e16.
- Reducerea parafimozei. YouTube.
- Reducerea parafimozei. YouTube.